# Василий Золотарьов
Василий Григориевич Золотарьов (на руски: Василий Григорьевич Золотарёв) е руски офицер, генерал-лейтенант. Участник в Руско-турската война (1877 – 1878).

## Биография
Василий Золотарьов е роден през 1837 година в Курск в семейството на потомствен дворянин. Посвещава се на военното поприще. Завършва 1-ви Московски кадетски корпус. Произведен е в първо офицерско звание подпрапорщик с назначение в 5-и запасен батальон на лебгвардейския Литовски полк (1854).
Участва в Кримската война от 1853-1856 г. в охраната на северозападното крайбрежие от вероятен англо-френски десант. Повишен е във военно звание поручик (1861). Завършва Николаевската академия на Генералния щаб (1862).
Участва на щабни длъжности в Кавказката война. Служи в Кавказ в продължение на 10 години (1862-1872).
Служи в Генералния щаб (1872-1875). Участва в Хивинската екпедиция (1873). Изпълнява особени поръчения в Османската империя и Румъния през 1876 г. Началник на щаба на 6-и армейски корпус (1877-1878).
Участва в Руско-турската война (1877 – 1878). Командирован е на щабна длъжност в Русчушкия отряд. Служи във Временното руско управление. Повишен е във военно звание генерал-майор от 1877 г. Последователно е губернатор на Свищов и Русе. Назначен е за член на съвета по управление и управляваш на военния отдел на Княжество България (1878). Занимава се с организацията на Българската армия.
След войната е началник на щаба на 12-и армейски корпус (1879-1881). Началник на Главното управление на Казашките войски с повишение във военно звание генерал-лейтенант от 1886 г.
Умира през 1891 година.